# Szabó Ágnes (dalszövegíró)
Szabó Ágnes Zsuzsanna (Budapest, 1972. május 14. –) dalszövegíró.

## Pályafutása
Szabó Ági dalszövegíró 1996 óta több mint 600 felkérésre írt dalszöveget, melyek jó része csaknem 100 különböző énekes vagy zenekar előadásában, több mint 75 albumon megtalálható. Legismertebb dalai: United: Keserű méz, Rácz Gergő: Bennünk a világ, Szekeres Adrien: Olyan, mint te, Zséda: Motel, Csondor Kata: Add tovább (Hóban ébred – karácsonyi dal) 
Szereplések:
2016-ban szerepelt Hajós András Dalfutár c. műsorának 1. évadában.
2015-ben a United zenekar 15. jubileumi koncertjén, a Művészetek Palotájában meghívott vendégként duettet énekelt Pély Barnával.
2003-ban a Dalnokok Ligája c. zenés televíziós műsor zsűrijének tagja volt.

## Díjai
- Artisjus-díj – 2009
- Európai Arany Művész minőség díj – 2006
- Jakab Líra díj 2004. III. helyezés
- Jakab Líra díj 2001. I. helyezés

## Saját lemeze
Szabó Ági – Számok
- Mire várunk még? (2000 Botos Eszter)
- Vonzó szomszéd (2000 Auth Csilla)
- Keserű méz (2002 United)
- Mindhalálig mellettem (2004 Zsédenyi Adrienn)
- Szívvel-lélekkel (2005 Groovehouse)
- Bennünk a világ (2006 Rácz Gergő)
- Döntsd el! (2006 Erdőhegyi Brigitta)
- Lesz még! (2006 Pflum Orsi)
- Miért pont ő? (2006 Tóth Vera)
- Nézz fel! (2006 Pflum Orsi)
- Valaki (2006 Pflum Orsi)
- Kell még! – Duett Pély Barnával  (Nem jelent meg)
- Pepita szív – Duett Szolnoki Péterrel (Nem jelent meg)
- Üvegcipő (Ebben a formában nem jelent meg)
- Futok a szívem után (2001 Szekeres Adrien)
- Olthatatlanul (2005 Szekeres Adrien)
- Olyan, mint Te (2007 Szekeres Adrien)

Ezt az albumot dalszövegírói pályája 10. évfordulójára készítette, s a célja vele csupán annyi volt, hogy egyszer úgy adhassa át a leírt gondolatait, hogy más még nem tett hozzá, hogy valahol hallhatók legyenek úgy is, ahogy benne megszülettek.  
A dalokat úgy válogatta össze, hogy legyen a kedvenc szövegeiből, melyek számára fontos eseményekhez kapcsolódnak, legyen minimum egy dal az általa legkedveltebb zeneszerzőktől, valamint legyen egy-két sláger is, amit biztosan mindenki ismer. "Kevés dolgot élveztem annyira életemben, mint ennek a lemeznek a feléneklését." A legjobb mégis az volt, ahogy szerzőtársai és a szakmából megismert barátai fogadták a lemeze tervét –  idejükkel, munkájukkal lelkesen támogatták megszületését.

## Képernyő és szélesvászon
9 és fél randi
- Senki más
- Végtelen

Kút fejek
- Nem késő még

Fej vagy írás
- Útvesztő

Csudafilm
- Mindhalálig mellettem

Fel a cipővel
- Fel a cipővel

Jóban Rosszban
- Jóban rosszban

Szeress most
- Szeress most!

Csaó Darwin!
- Csaó Darwin

Nagy alakítás
- Nagy alakítás

Koós klub
- Koós Klub

Az év hangja
- Színpad, fény és csillogás

Recept klub
- Főzd a nőt!

Szilveszter'99
- Nem csak Szilveszter

## Önálló kislemezek
Csondor Kata
- Add tovább (T-mobile karácsony, 2009.)
- Fényből szőtt, új világ (T-mobile karácsony, 2010.)

Mujahid Zoli
- Túlélő

Hien
- Túl szép

Erdőhegyi Brigitta
- Bizalom

Széles Iza
- Senki más (9 és fél randi)

Popper Péter-Széles Iza
- Végtelen (9 és fél randi)

Szatmári Orsi
- Mindent a semmiért

Mark és Alexandra
- Ez a mi dalunk (High School Musical)

Smile (Gönczi Gábor)
- Száz évig

Váczi Eszter és a Szörp
- Élet az ébredés után

Lázár Levy FEAT Pokrivtsák Mónika
- Mindig mellettem

## Kislemezek albumokról
Tóth Vera
- Sorskerék

Csézy
- Általad vagyok

Szekeres Adrien
- Olyan, mint Te
- Futok a szívem után

Pflum Orsi
- Csak tudnám, miért?

Rácz Gergő
- Bennünk a világ

Tóth Vera
- Mondd, miért pont ő?
- Nem kell valaki másé

Groovehouse
- Szívvel-lélekkel
- Mit ér neked?
- Ébredj mellettem

Stefano & Rita
- Mindörökké Non Amarmi

Zséda
- Motel
- Mindhalálig mellettem
- Valahol egy férfi vár
- Szeress Most!

Unisex
- Úgy ahogy én
- Csoda az élet
- Játssz velem

Baby Évi
- Jégbörtön

Crystal
- Jég a tűzben
- Amíg csak élek

United
- Keserű méz
- Gyémánt éjszakák

Botos Eszter
- Mire várunk még?
- Híd a folyón

Auth Csilla
- Költözés
- 8-tól fél 6-ig

C’est La Vie
- Férfi

Ernyey Béla
- Ismersz jól

## Egyéb munkái
Keresztes Ildikó – Most 
- Elég szép

Keresztes Ildikó – Csak játszom 
- Híd a folyón

Zsédenyi Adrienn – ZsédaRouge
- Ágnes balladája
- Égi varázs
- A skorpió hava

Tóth Vera – Tóth Vera
- Boldogtalan
- Kellett volna

Moór Bernadett – Elkésni szépen kell 
- Pesti Broadway (Duett Charlie-val)
- Valami új

Fiesta – Lehet, hogy álom 
- Nem késő még

Bereczki-Szinetár – Musical duett 2.
- Sorsunk egy tánc (Time of my Life)

Groovehouse – Hosszú az út
- Félreértés
- Szélmalomharc
- Őrült lennék
- Egy lépés

United – United.hu 
- Jégen táncoló

Cotton Club Singers – Hofimánia 
- Nyitány

Csézy – Szívverés 
- Általad vagyok
- Búcsúzz el!
- Egyetlen
- Nem kell neked más

Szekeres Adrien – Olyan, mint Te 
- Olyan, mint te

Bridge – Kőbe vésett szív 
- Kőbe vésett szív

Gáspár Laci – És mégis forog a föld 
- Nem kérdés

Rúzsa Magdi – Ördögi angyal 
- Eltévedt idegen

Pflum Orsi – Csak tudnám, miért 
- Csak tudnám, miért
- Lesz még!
- Nézz fel!
- Ha lenne másik életem
- Nincs pihenő
- Többé nem számít
- Valaki
- Te vagy az út?
- Te meg én
- Tényleg szerelem

Rácz Gergő – Bennünk a világ 
- Bennünk a világ

Tóth Vera – Valami más 
- Nem kell valaki másé
- Könnyű pillantás
- Miért pont ő?
- Szakíts, ha bírsz!
- Meseország
- Sose hívd korán a holnapot!

Erdőhegyi Brigitta – Kis meglepetés 
- Itthon vagyok
- Át a falakon
- Eljön majd a nap
- Későn fáj
- Nincs harag
- Döntsd el!
- Ezeregyéj

Groovehouse – Ébredj mellettem!
- Múlté a fájdalom
- Holnaptól
- Ébredj mellettem!
- Igazi volt
- Mit ér neked?
- Szívvel-lélekkel
- Úgy, mint más

Mujahid – Első vallomás 
- Van jobb út
- Egy életen át
- Nem csak félig

Szekeres Adrienn – Olthatatlanul 
- Olthatatlanul

Stefano & Rita – Mindörökké – Non Amarmi 
- Mindörökké (Non Amarmi)

Anita – Best of... 
- Legyen!
- Mindig van másik út
- Angyal

Crystal – Fújja el a szél!
- Ha velem élsz
- Jég a tűzben

Zsédenyi Adrienn – Zséda-Vue 
- Motel
- Mindhalálig mellettem (Csudafilm betétdal)
- Messze tőled
- Még elhiszem
- Szerelem
- Maradok még

Unisex – 2.0
- Titkos világ
- Nem hazudhatsz már
- Mint a szivárvány
- Kell valami más
- Holnap reggel
- Ahogy én

Király Linda – #1
- És mégis

Baby Évi – Jégbörtön 
- Elég egy hang
- A "Minden" a cél
- Holnap
- Láss!
- Hány esély?

Auth Csilla – A szerelem az esetem 
- A szerelem az esetem
- Nemcsak rólad szól
- Hívj fel!
- Gyere velem!
- Ilyen, aki szeret

Szatmári Orsi – Most minden más 
- Tested rabja (Érints meg!)
- Csak a szíved kell
- Kár lenne

Stella – Stella
- Sose hidd!
- Közel a föld
- Valaki
- Féktelenül
- Sose ébressz fel!

Pa-dö-dő – Tuinvan-Marivan-Györgyivan-Közösvan 
- Mire várunk még?
- Túl az Óperencián

Groovehouse – Elmúlt a nyár 
- Híd a folyón

Zsédenyi Adrienn – Zséda
- Vidd el!
- Így jó
- Mondd, ha érzed!
- Játék a szerelemért
- Ma éjjel
- Titkok a szélben
- Good bye
- + Szeress most!

Anita – Vallomások 
- Miért vársz?

Józsa Alex – Nem nyugszom 
- Tépd szét!

Farkas Zsófi – Kell valami még 
- Igazi ördög
- A végtelen végén
- Ringass el!

Timó – A férfi, aki énekel
- Végtelen harc
- Díszpáholy
- Van miért ébrednem
- Papírsárkány
- Te vagy a válasz
- Fény, mi elvakít
- Lépteid nyomán

Szekeres Adrienn – Futok a szívem után 
- Futok a szívem után
- Forróbb a nyárnál
- Míg forog a Föld

Ufó – Invázió 
- Invázió
- Kékszakáll
- Szélmalomharc
- Sivatagi show
- Elvarázsolt éj
- Túl késő már
- Álom
- Ibiza

United – Keserű méz
- Keserű méz
- Kövek az út szélén
- Gyémánt éjszakák
- Élni tudni kell
- Csak egy szó...
- Igen vagy nem?!
- Véletlen vágy
- A Föld napos oldalán
- Még mindig fázom

Orsi – 7 másodperc 
- Csak egy este

Crystal – Két utazó 
- Amíg csak élek

Cserháti Zsuzsa – Várj! 
- Mit adnék?
- Latin vér

Botos Eszter – Mire várunk még? 
- Mire várunk még?
- Túl az Óperencián
- Olcsó szó
- Híd a folyón
- Múló jégeső

Auth Csilla – Minden rendben 
- Költözés
- 8-tól fél 6-ig
- Mondd, hogy nem!
- Vonzó szomszéd
- Felnőttünk
- Minden rendben
- Ha ott jársz lenn

Kettős szerep – TV2-es sztárok személyre szabott slágerei 
- Éjfél után – Pálffy István
- Legyen szép napod! – Máté Kriszta
- Eljött egy perc – Stahl Judit
- Soroljuk a tényeket – Stahl-Pálffy
- Ha túl nagy már a zaj – Pálffy István
- Csak egy csalódás – Máté Kriszta
- Nem csak szilveszter – Stáb

C’est La Vie – II.
- Nélküled
- Túl szép
- Csak úgy gyere!
- Engedj el!
- Pusztító tűz
- Ma éjjel
- Egy férfi

Ernyey Béla – 25 év 
- Ismersz jól
- Engedj néha el!
- Álmunk volt...
- Várj még!
- Az élet utazás
- Túl sok a 25 év
- Szép szavak
- Csak így kell
- Ami fáj
- Szállj velem el!
- Együtt

Unisex – Csoda az élet
- Csoda az élet
  - Játssz velem!
- Várj meg!
- Egy mosoly

Popper Péter – Úton 
- Óriáskerék
- Vigasz
- Szavak nélkül
- Kalandorok
- Úton
- Kelj fel!
- Testi mese